# Kriminální film

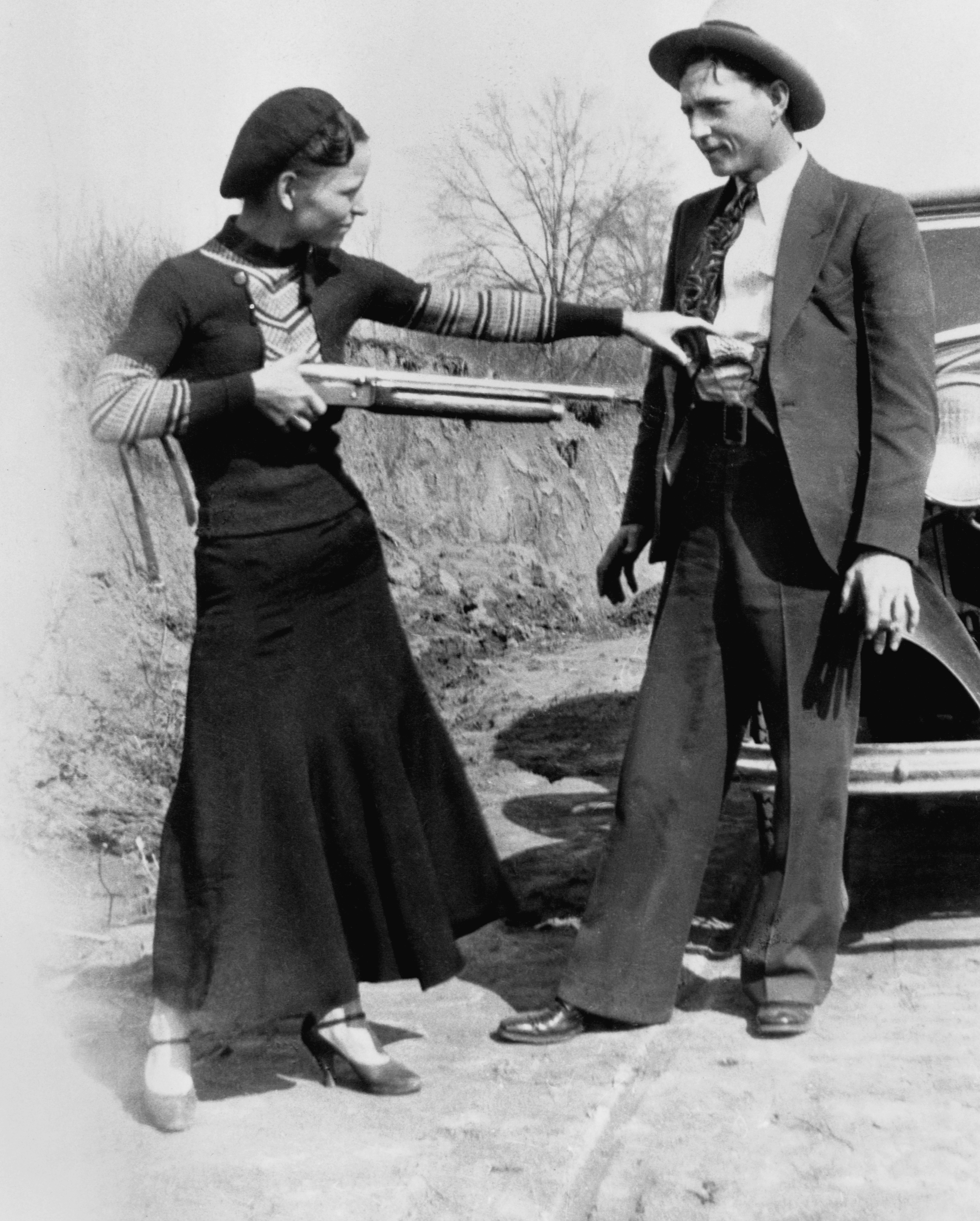
Skutečná zločinecká dvojice Bonnie Parker a Clyde Barrow posloužila jako předobraz gangsterského filmu Bonnie a Clyde (1967).

Kriminální film (zkráceně krimi) je filmový žánr inspirovaný a zhruba odpovídající žánru kriminální literatury (v anglosaské literární teorii součást crime fiction). Je jedním ze subžánrů dobrodružného filmu, jeho podskupinu pak tvoří filmové detektivky (často s kriminálním filmem zaměňované jako synonymum nebo někdy samostatně vyčleňované), ale i další subžánry, např. gangsterky a mafiánské filmy, policejní procedurální filmy, špionážní filmy, filmy o obětech (victim film), filmy o loupežích (heist film), krimikomedie či parodie, někdy též film noir a další.
Filmový teoretik Thomas Leitch na počátku 21. století uváděl, že kriminální film je trvale nejpopulárnějším filmovým žánrem v Hollywoodu, který od nástupu zvukového filmu jako jediný nevyšel z módy. Popularita dle něj stojí na divácké fascinaci překračováním limitů společenské morálky, na touze vědět, jaké je spáchat takový čin, nebo sledovat vítězství dobra nad zlem. Posledně uvedený aspekt pojí kriminální film i se strukturou vyprávění mýtů, legend či pohádek, ovšem s cílením na odlišné publikum.

## Charakteristika
Žánrový kriminální film nemá jednotnou ostře ohraničenou definici, podle různých autorů se liší i zařazení do struktury žánrů, vymezení jeho subžánrů či příbuzných žánrů. Problém je také v tzv. empirickém dilematu, které spočívá v nutnosti vymezit žánr pomocí filmů, jež by měly být jeho nejlepšími příklady, ty však zároveň nelze určit bez předem stanovené definice. Často se tedy vychází z jakéhosi kulturního konsenzu o podobě žánru, který zohledňuje také historický vývoj žánru v oblasti teoretické, průmyslové, mediální a divácké reflexe.
Příběh kriminálního filmu se typicky odehrává v prostředí zločinu, a to mezi hlavní „hrdinskou“ postavou vyšetřovatele a v protikladu stojící postavou pachatele (který je často paradoxně až do konce neznámý). Obsahuje obvykle zdvojený prvek děje: děj zločinu je zahalený tajemstvím a děj pátrání toto tajemství postupně odhaluje. Samotný (motivační) prvek zločinu je přítomný i v dalších žánrech, jako jsou psychologické drama, western, horor, muzikál, science fiction či komedie, kriminální film se však coby monotematický žánr zaměřuje především na kriminalistické či kriminologické hledisko, tedy samotné vyšetřování zločinů, odhalování zločinců, zkoumání příčin zločinnosti a jejich prevenci. Na rozdíl od soudního/právnického či vězeňského filmu se ovšem již tolik nezabývá společensko-právním postihem zločinu.
Z 60. let 20. století vzešla (v českém prostředí) základní klasifikace rozlišující detektivní film (uzavřený kriminální příběh s tajemstvím) a otevřený kriminální příběh (v anglosaské terminologii mu odpovídá termín thriller, též „černá detektivka“). Detektivka je založená na tajemství kolem zločinu, vypravěčem příběhu je sám detektiv a příběh vrcholí odhalením neznámého pachatele publiku. Oproti tomu v otevřeném kriminálním příběhu je pachatel publiku známý už od spáchání zločinu a děj vrcholí vypátráním a dopadením zločince, přičemž základním emočním prvkem je napětí. V tradici českého kriminálního (resp. detektivního) filmu uvádí Petr Bílek dva výrazné žánrové typy, a to jednak psychologickou detektivku, v níž hlavní hrdina-vyšetřovatel neriskuje vlastní život k dopadení zločince, akční stránka je potlačena a doménou je vnitřní intuice a psychologická analýza. Druhým výrazným žánrovým typem je detektivní humoreska, jejíž charakteristika spočívá v grotesknosti až panoptikálnosti (např. Lelíček ve službách Sherlocka Holmese, Hříšní lidé města pražského, Adéla ještě nevečeřela). Známou definici detektivky poskytlo Desatero pátera Knoxe, v české televizní tvorbě zpopularizované seriálem Hříchy pro pátera Knoxe.  

## Subžánry

Schéma žánrových modifikací kriminálního filmu podle Zdenka Zaorala (1978).

Spolu s rozdílnou definicí kriminálního filmu používají různí autoři také odlišné členění subžánrů, tedy jednotlivých úžeji vymezených skupin kinematografického díla. Někdy se subžánry vymezují na základě zobrazovaných postav a prostředí, někdy kombinací s jinými základními žánry. Thomas Leitch ve své knize Crime films nabízí toto rozdělení:
- gangsterský/mafiánský film – hlavní postavou je kriminálník, příslušník gangu či mafiánské struktury, např. ve 30. letech 20. století typicky jako oběť hospodářské krize, policista je zde obvykle antagonistickou postavou; tento typ snímků je oblíbený v USA i ve Francii či Japonsku
- victim film (film o obětech) – pozornost je upřena na strádání oběti zločinu a způsob vyrovnávání se s příkořím; v Holywoodu zřídkavý typ
- film noir – typickým hrdinou je cynický soukromý detektiv s nevybíravým chováním nebo muž zaplétající se vinou osudu se zločinem, oblíbené je vyprávění pomocí retrospektiv, výrazné filmové svícení či extrémní úhly kamery
- film o policistech – je vymezený hlavní postavou uniformovaného či neuniformovaného policisty
- detektivní film – po neznámém pachateli obvykle pátrá soukromý detektiv či detektiv amatér
- právnický film – ústřední roli vyšetřovatele nahrazuje právník či soudce řešící kriminální činy ze své pozice
- heist film (film o loupeži) – sleduje přípravu, provedení a následky loupežných činů
- kriminální komedie – kriminální prvky, motivy, témata využívá nikoli k navození pocitu znepokojení, ale k pobavení a vyvolání smíchu

Český filmový odborník Zdenek Zaoral v 70. letech považoval kriminální film za tzv. tematický žánr, definovaný určitým okruhem témat a v jeho rámci rozpoznával žánrové modifikace:
- policejní film
- gangsterský film
- detektivní film
- špionážní film

Tyto modifikace dle Zaorala přibližují kriminální film k blízkým žánrům filmu psychologického, sociálního, fantastického či dobrodružného. Soudní či vězeňské filmy do žánru kriminálního filmu nezahrnoval. Vedle tematických žánrů Zaoral rozlišoval ještě základní žánry vymezené pomocí vyvolávané emoce (komedie, drama, horor, melodrama) a kombinací s nimi docházel k přesnější charakteristice kriminálního filmu jako kriminálního dramatu či kriminální komedie.

## Hlavní hrdina
Stephen Neale používá k rozlišení tří různých (sub)žánrů zabývajících se zločinem hledisko hlavního hrdiny: detektivní film podle něj sleduje především aktéra vyšetřování, gangsterský film se soustředí na pachatele a napínavý thriller má za hlavní postavu oběť zločinu. Jiní autoři upozorňují, že hlavní postavou detektivky vlastně není vyšetřovatel, nýbrž pachatel, neboť ten je hybatelem děje, byť neznámým, zatímco vyšetřovatel jej zkoumá a jde v jeho stopách. F. A. Dvořák v 60. letech 20. století hovořil o gangsterském filmu jako o moderní tragédii, neboť publikum obvykle sleduje postupný růst gangstera i jeho neslavný konec v podobě smrti či dopadení, což z něj dělá tragického hrdinu.

### Vyšetřovatel
Postava vyšetřovatele je obvykle jednou z hlavních, ne-li ústřední postavou kriminálního filmu. Lze rozlišit základní archetypy:
- detektiv amatér – pochází už z klasické éry literární detektivky, např. slečna Marplová z pera Agathy Christie ad., často s rezervovaným vztahem k policii či oficiálním orgánům neschopným zločin vyšetřit
- soukromý detektiv – specifický je přístup k vyšetřování jako výdělečné činnosti, často se vztahovými či rodinnými problémy, někdy bývalý policista či nějaký druh „odpadlíka“, s policií a dalšími orgány někdy spolupracuje, typicky však pro něj představuje spíše překážku, ačkoli ji vzácně lze využít i k záchraně situace
- jiná investigativní profese – typicky novinář odhalující např. činnost namířenou proti veřejnému zájmu, ohrožující demokracii či svobodu
- uniformovaný policista – poměrně vzácný hrdina, obvykle obětavý strážce pořádku nespokojený s nadřízenými nebo s platovým hodnocením a pracovními podmínkami, soukromé detektivy či novináře obvykle vnímá jako potížisty či hyeny komplikující vyšetřování a poškozující důkazy na místě činu
- neuniformovaný policista-detektiv – kombinuje soukromého detektiva s uniformovaným policistou, bývá vázaný právními předpisy, které mu někdy brání v rozletu, někdy jej doplňuje mentor či naopak benjamínek
- jiní odborníci z kriminologie – patologové, forenzní analytici apod., vyskytují se však spíše v televizní seriálové tvorbě než v kinematografii